# Služátky (Pelhřimov)
Služátky (německy Sluschatek) je malá vesnice, část okresního města Pelhřimov. Nachází se asi 4 km na severovýchod od Pelhřimova. V roce 2009 zde bylo evidováno 25 adres. V roce 2001 zde trvale žilo 81 obyvatel.
Služátky leží v katastrálním území Služátky u Pelhřimova o rozloze 2,87 km2.

## Další fotografie

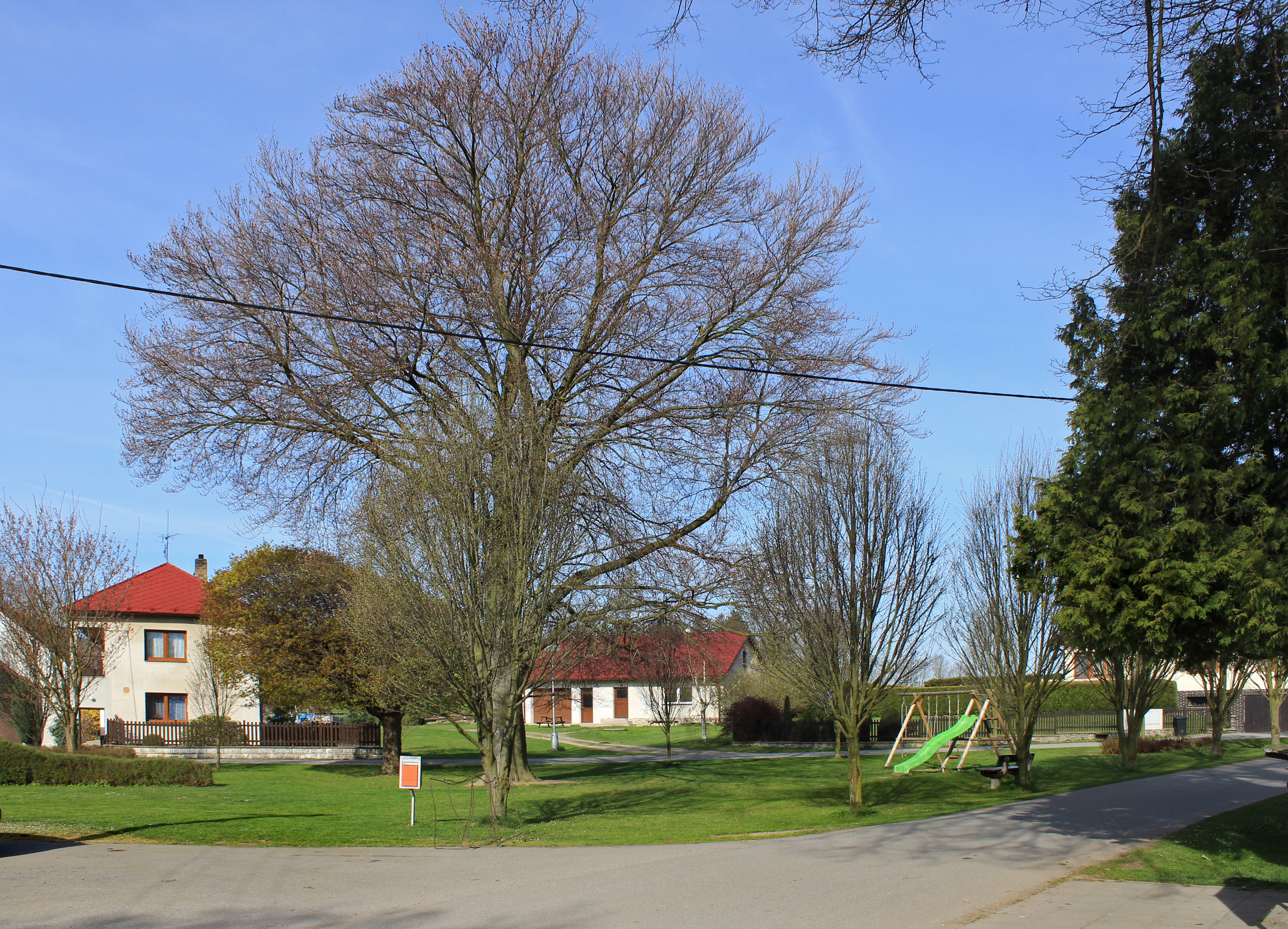
Náves
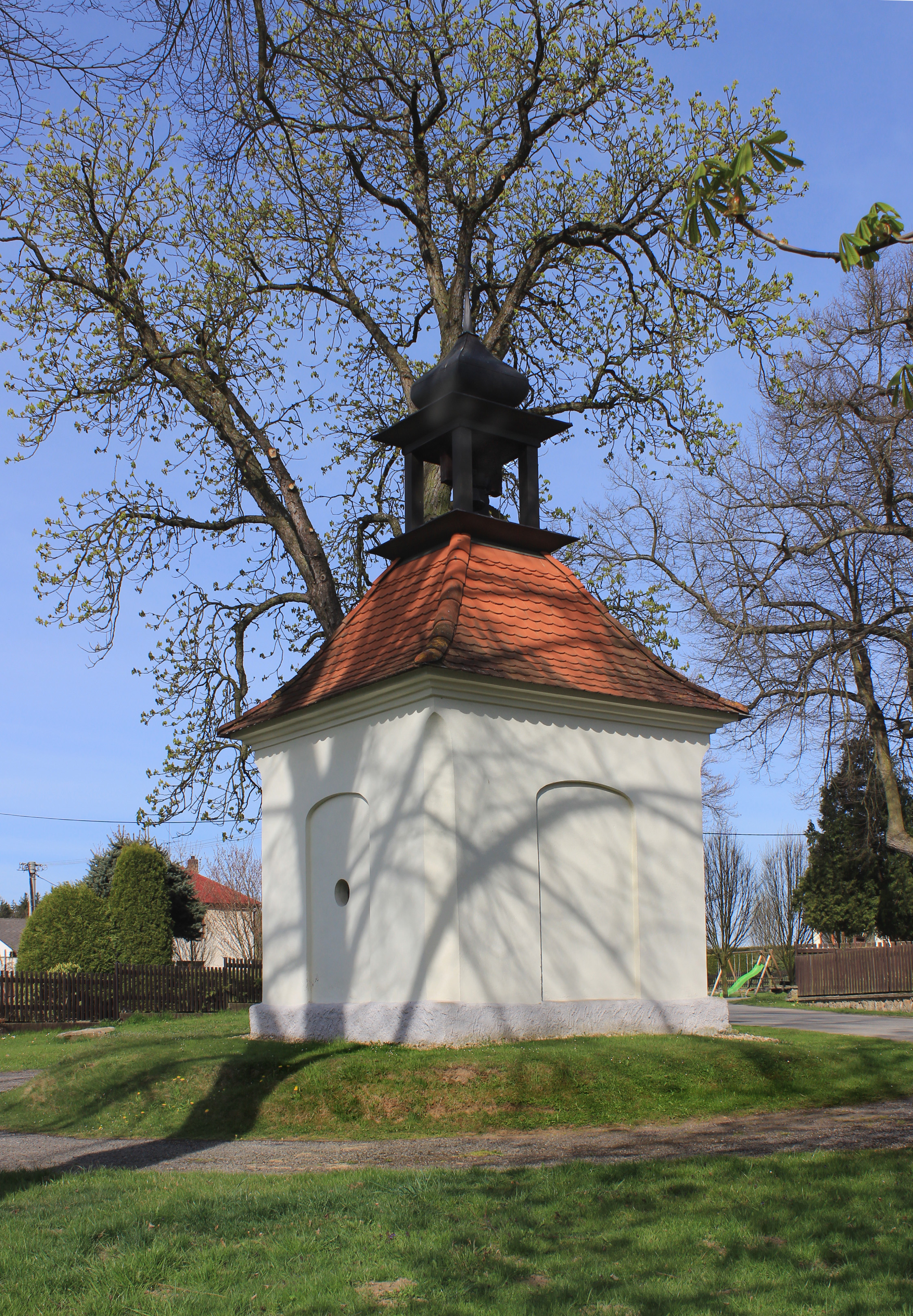
Kaplička pod návsí
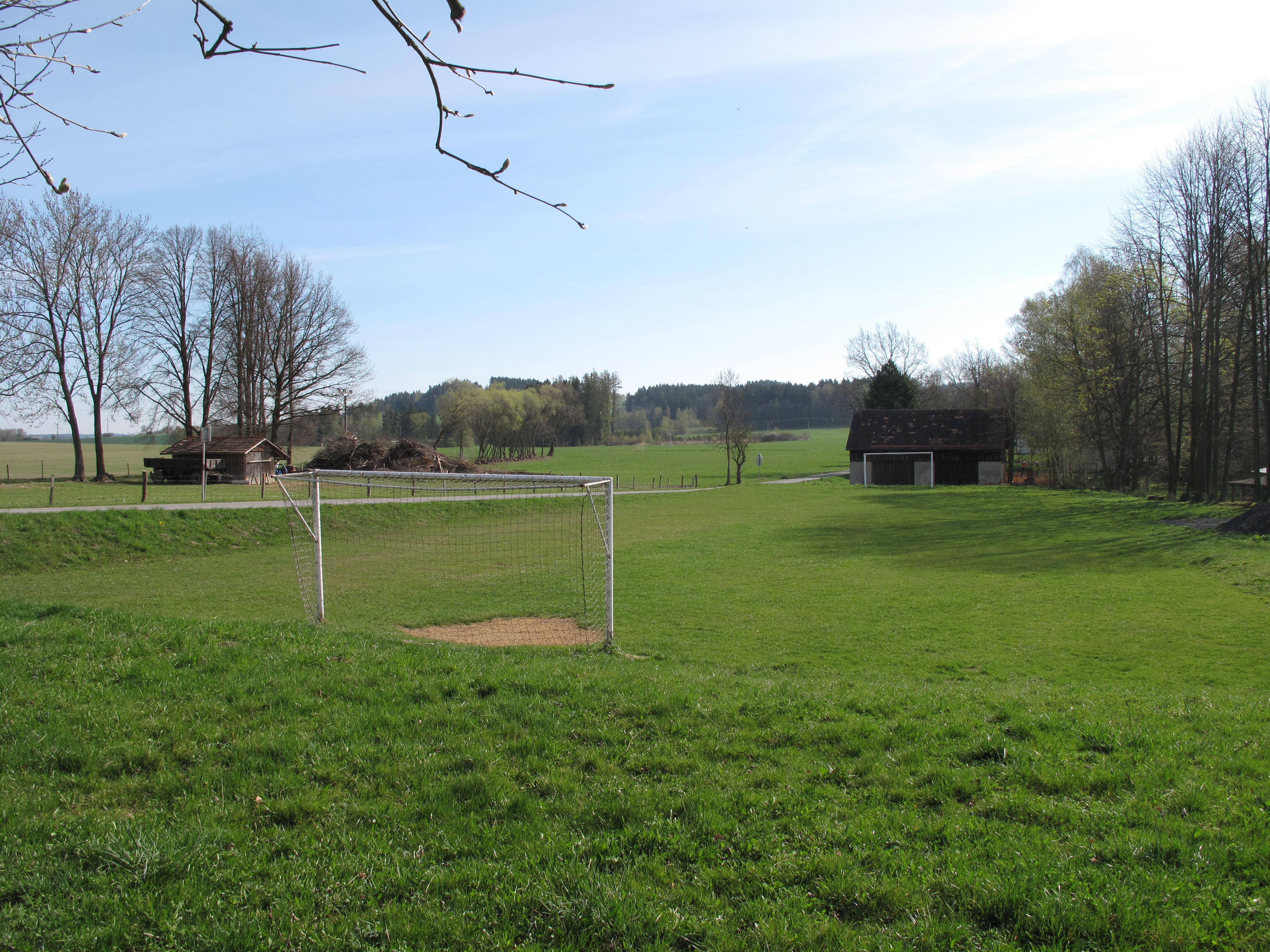
Fotbalové hřiště
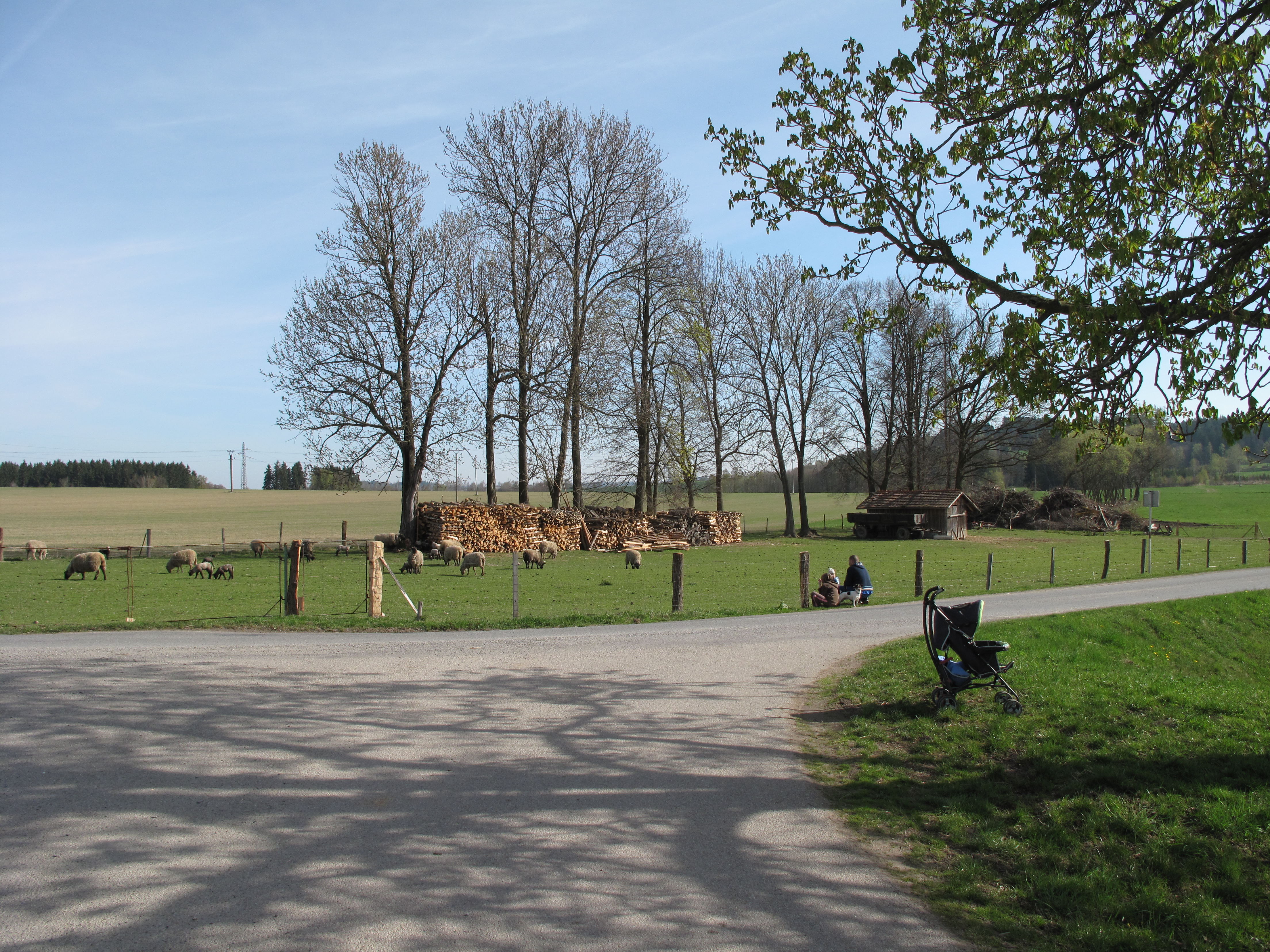
Lidé